# Callionymus stigmatopareius
Callionymus stigmatopareius är en fiskart som beskrevs av Fricke, 1981. Callionymus stigmatopareius ingår i släktet Callionymus och familjen sjökocksfiskar. Inga underarter finns listade.